# Tonight (빅뱅의 노래)
〈Tonight〉는 대한민국의 음악 그룹 빅뱅의 노래이다. 한국에서는 2년 3개월만에 컴백한 네 번째 미니 앨범 BIGBANG MINI 4의 타이틀곡으로 2011년 2월 24일 발매되었다. 빅뱅의 리더 G-Dragon이 작사하고, T.O.P이 랩메이킹에 참여, G-Dragon이 e.knock과 함께 작곡한 곡으로 빅뱅 특유의 일렉트로니카적인 스타일에 아날로그의 감성을 더해, 댄스음악이면서도 서정적인 감성의 노래이다.
뮤직 비디오는 미국 라스베이거스에서 올로케 촬영으로 진행되어 화려한 야경과 사막, 바다 등의 자연풍광을 함께 담아냈고, 이번 뮤직비디오에서 대성이 처음으로 빅뱅 뮤직비디오의 주인공을 맡았다.